# David A. Boody

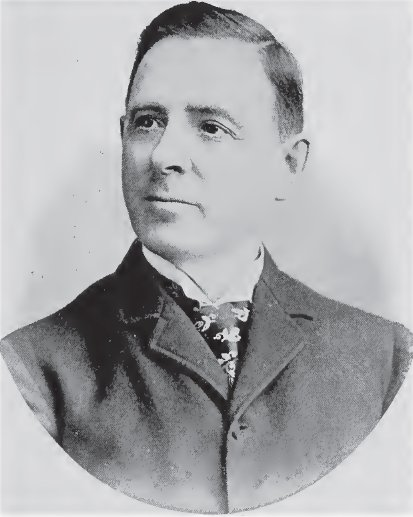
David A. Boody

David Augustus Boody (* 13. August 1837 in Jackson, Maine; † 20. Januar 1930 in Brooklyn, New York) war ein US-amerikanischer Jurist und Politiker. Er vertrat 1891 den Bundesstaat New York im US-Repräsentantenhaus.

## Werdegang
David Boody wurde ungefähr neun Jahre vor dem Ausbruch des Mexikanisch-Amerikanischen Krieges in Jackson geboren. Er besuchte Gemeinschaftsschulen und die Phillips Academy in Andover (Massachusetts). Boody studierte Jura. Er erhielt seine Zulassung als Anwalt im Jahr 1860 in Belfast und begann dann in Camden zu praktizieren. Im folgenden Jahr brach der Bürgerkrieg aus. 1862 zog er nach Brooklyn, wo er Bank- und Maklergeschäften nachging.
Politisch gehörte er der Demokratischen Partei an. Er kandidierte im Jahr 1882 erfolglos für einen Kongresssitz. Dann nahm er als Delegierter in den Jahren 1884 und 1892 an den Democratic National Conventions teil. Zwischen 1886 und 1922 war er Präsident des Berkeley Institute in Brooklyn. Bei den Kongresswahlen des Jahres 1890 wurde Boody im zweiten Wahlbezirk von New York in das US-Repräsentantenhaus in Washington, D.C. gewählt, wo er am 4. März 1891 die Nachfolge von Felix Campbell antrat. Er trat am 13. Oktober 1891 von seinem Sitz im Kongress zurück.
Danach war er in den Jahren 1892 und 1893 Bürgermeister der damals noch eigenständigen Stadt Brooklyn und besser bekannt als „The Grand Old Man of Wall Street“. Boody ging dann wieder Bank- und Maklergeschäften nach. 1897 wurde er Präsident im Kuratorium (Board of Trustees) der Brooklyn Public Library – eine Stellung, die er bis zu seinem Tod am 20. Januar 1930 in Brooklyn innehatte. Darüber hinaus war er bis zu seiner Pensionierung im Jahr 1926 ein Mitglied der New York Stock Exchange. Sein Leichnam wurde auf dem Green-Wood Cemetery beigesetzt.